# Свети Николай Антимов
„Свети Николай Антимов“ (на гръцки: Άγιος Νικόλαος του μοναχού Άνθιμου) е късносредновековна православна църква в южномакедонския град Бер (Верия), Егейска Македония, Гърция. Храмът е част от енория „Свети Георги“.

## История
Църквата е издигната през 1565 година. В архитектурно отношение представлява трикорабна базилика с дървен двускатен покрив. Според запазения ктиторски надпис храмът е построен от монаха Антим като католикон на манастир. В периода 1565 – 1570 година храмът е изписан с изящни стенописи, включващи сцените Исус Христос Велик архиерей, Света Богородица Ширшая небес, Успение Богородично, Страстите Христови. Авторите на стенописите са едни от най-добрите за времето си.
- Стенописи от храма
- Успение Богородично и отдолу светци в медальони
- Архангел Михаил